# Jonathan Quick
Jonathan Douglas Quick (Milford, 21 gennaio 1986) è un hockeista su ghiaccio statunitense professionista; che gioca nel ruolo di portiere. Dalla stagione 2007-08 gioca nella National Hockey League con la squadra dei Los Angeles Kings.

## Carriera

### Inizi ed NHL
Dopo aver giocato per gli Avon Old Farms a livelli amatoriali, fu scelto dai Los Angeles Kings nel draft 2005 come 72ª scelta. Passò due anni in NCAA con l'Università del Massachusetts di Amherst, poi si divise, nella stagione 2007-2008 tra i Reading Royals della ECHL (con cui, il 24 ottobre 2007, segnò un gol nella gara contro i Pensacola Ice Pilots), i Manchester Monarchs della AHL ed i Los Angeles Kings in NHL, in cui debuttò il 6 dicembre 2007 nella vittoria per 8-2 con i Buffalo Sabres. Dopo aver preso il ruolo da titolare negli anni successivi, nella stagione 2011-2012 ha vinto la sua prima Stanley Cup in carriera, superando nella finale i New Jersey Devils per 4-2 in serie, e inoltre vinse il Conn Smythe Trophy, il premio assegnato al miglior giocatore dei playoff. Era stato inoltre finalista al Vezina Trophy, il premio dedicato invece al miglior portiere della stagione, vinto da Henrik Lundqvist.
Nella stagione 2012-2013, accorciata per il lock out, ha giocato 37 gare di regular season, ottenendo 18 vittorie. Nei playoff ha esibito buone prestazioni, ottenendo 9 vittorie in 18 partite e mantenendo una media gol subiti dell'1,86 ed una percentuale di parata del 93,4%, tanto da essere indicato come possibile candidato al Conn Smythe Trophy; tuttavia, i Kings sono stati eliminati in finale di Conference dai Chicago Blackhawks in 5 gare.
La stagione 2013-2014 è stata abbastanza sfortunata per Quick, che ha disputato soltanto 49 gare di regular season. Tuttavia, è sceso in campo in tutte le 26 partite dei playoff, vincendone 16, e conducendo i Kings sino alla seconda finale in tre anni, vinta in cinque gare contro i New York Rangers.

### Nazionale
Quick gioca per la nazionale statunitense. Ai giochi olimpici invernali del 2010 a Vancouver fu il terzo portiere degli Stati Uniti, con cui vinse la medaglia d'argento dopo la sconfitta per 3-2 in finale con il Canada.

## Statistiche
Statistiche aggiornate a giugno 2013.

### Club
| Stagione | Squadra             | Stagione regolare | Stagione regolare | Stagione regolare | Stagione regolare | Playoff | Playoff | Playoff |
| Stagione | Squadra             | Lega              | P                 | GAA               | SVS%              | P       | GAA     | SVS%    |
| -------- | ------------------- | ----------------- | ----------------- | ----------------- | ----------------- | ------- | ------- | ------- |
| 2002-03  | Avon Old Farms      | USHS              | 13                | 2.92              | -                 |         |         |         |
| 2003-04  | Avon Old Farms      | USHS              | 21                | 1.71              | -                 |         |         |         |
| 2004-05  | Avon Old Farms      | USHS              | 27                | 1.14              | 0.953             |         |         |         |
| 2005-06  | UMass (Amherst)     | NCAA              | 17                | 2.98              | 0.92              |         |         |         |
| 2006-07  | UMass (Amherst)     | NCAA              | 37                | 2.16              | 0.929             |         |         |         |
| 2007-08  | Manchester Monarchs | AHL               | 19                | 2.32              | 0.922             | 1       | 1.02    | .974    |
|          | Reading Royals      | ECHL              | 38                | 2.79              | 0.905             | -       | -       | -       |
|          | Los Angeles Kings   | NHL               | 3                 | 3.85              | 0.855             | -       | -       | -       |
| 2008-09  | Manchester Monarchs | AHL               | 14                | 2.68              | 0.919             |         |         |         |
|          | Los Angeles Kings   | NHL               | 44                | 2.48              | 0.914             |         |         |         |
| 2009-10  | Los Angeles Kings   | NHL               | 72                | 2.54              | 0.907             | 6       | 3.5     | .884    |
| 2010-11  | Los Angeles Kings   | NHL               | 61                | 2.24              | 0.918             | 6       | 3.16    | .913    |
| 2011-12  | Los Angeles Kings   | NHL               | 69                | 1.95              | 0.929             | 20      | 1.41    | .946    |
| 2012-13  | Los Angeles Kings   | NHL               | 37                | 2,45              | 0.902             | 18      | 1,86    | 0.934   |

### Nazionale
| Stagione | Livello | Risultati    | Risultati | Risultati | Risultati |
| Stagione | Livello | Competizione | P         | GAA       | SVS%      |
| -------- | ------- | ------------ | --------- | --------- | --------- |
| 2009-10  | USA OG  | OG           | 0         | -         | -         |

## Palmarès

### Club
- Stanley Cup: 2

 Los Angeles Kings: 2011-12, 2013-14

### Nazionale
- Argento: 1

 Stati Uniti: Vancouver 2010

### Individuale
- National Hockey League:

2011-12: All-Star Game
2011-12: Stanley Cup MVP "Conn Smythe Trophy"
- ECHL:

2010-11: Alumnus of the Month (December)
2011-12: Alumnus of the Month (October)
- NCAA:

2006-07: Second All-Star Team